# لاوتوكا
لاوتوكا (Lautoka) هي ثاني أكبر مدن فيجي. تقع غرب مدينة فيتي ليفو، وتبعد عن مدينة نادي بحوالي 24 كلم شمالاً، وهي عاصمة القسم الغربي من فيجي. مساحتها 1607 كيلومتر مربع (620.5 ميل مربع). حسب إحصاء السكان لعام 1996، يوجد بها 42917 نسمة.
تعرف باسم مدينة السكر لوجود زراعة قصب السكر بها. يعني اسم المدينة باللغة الفيجية «ضربة الرمح». أول من استوطن المدينة من الأوروبيين هو القبطان ويليام بلاي في 7 مايو 1789.

## أعلام
- ناثان هيوز
- ماري موريس
- ديريك بوير
- نيل ماكسويل
- بيرني فرازير